# Топчан, Пётр Петрович
Пётр Петрович Топчан (1919 — ?) — конструктор вооружений, лауреат Ленинской премии 1964 года.
Родился в 1919 году в с. Воля (в советское время — Полесский район Киевской области).
Окончил Ивановский химико-технологический институт.
Работал в ГСКБ-47.
С 1947 по 1951 год руководил разработкой реактивных, рикошетирующих и топ-мачтовых бомб.
С 1958 г. заместитель главного конструктора ГСКБ-47. С февраля 1959 по 1962 г. начальник отдела боеприпасов и гранатомётных комплексов (г. Красноармейск Московской области). В этот период был разработан гранатомёт РПГ-7.
С 1962 г. начальник сектора авиабомб (г. Москва).
Главный конструктор гранатомёта СПГ-9 «Копьё» (1963).
Вместе с Е. И. Дубровиным — главный конструктор выстрелов ВОГ-17 и ВОГ-17М к автоматическому гранатомёту АГС-17 (приняты на вооружение в 1971 году).
Лауреат Ленинской премии 1964 года. Награждён орденом Трудового Красного Знамени (1966).